# Pristaulacus variegatus
Pristaulacus variegatus är en stekelart som först beskrevs av William Edward Shuckard 1841.  Pristaulacus variegatus ingår i släktet Pristaulacus och familjen vedlarvsteklar. Inga underarter finns listade i Catalogue of Life.